# Натаніел Валліх
Натаніел (або Натан, або Натан-Волф, або Натан бен Волф, або Натаніел) Валліх (або Волф Валліх) (англ. Nathaniel Wallich — данський і англійський хірург, ботанік першої половини XIX століття.

## Дитинство та освіта
При народженні отримав ім'я Натан бен Волф, його батько Волф бен Валліх (або Волф Валліх) був торговцем, переїхав наприкінці XVIII століття з Гольштейнського міста Альтона поблизу Гамбурга у Копенгаген. Пізніше Натан Бен Волф прийняв ім'я Натан Валліх, а коли подорослішав — Натаніел.
Валліх отримав диплом Королівської академії хірургів в Копенгагені, де вивчав ботаніку у Мартіна Валя, а потім — місце хірурга в Серампурі в Данській Індії, з 1755 по 1845 роки відомому під назвою Фредеріксногор (дан. Frederiksnagore). Натаніел відплив в Індію через Мис Доброї Надії в квітні 1807 року і прибув в Серампур у листопаді того ж року.

## Індія
Союз Данії з наполеонівською Францією в результаті призвів до того, що багато данських колоній були анексовані британцями, в тому числі і Фредеріксногор. Британська Ост-Індійська компанія закріпилася в Фредеріксногорі, й Валліх потрапив до в'язниці. У 1809 році він був звільнений під чесне слово. У серпні 1814 року Валліх став помічником хірурга в Ост-Індійській компанії, а в грудні 1814 року зайняв місце керівника Індійського музею, який пішов у відставку. Пізніше Валліх був призначений помічником Вільяма Роксбурга, ботаніка Ост-Індійської компанії в Колкаті, якого називали «батьком індійської ботаніки».
З 1813 року він виявляв велику зацікавленість до вивчення рослинності Індії, здійснив експедиції в Непал і Бірму, об'їхав Західну Індію. Будучи членом Азійського товариства, Валліх 2 лютого 1814 року запропонував створити музей товариства, запропонувавши свої послуги і деякі предмети із власної колекції. Товариство гаряче підтримало цю пропозицію і вирішило створити музей, призначивши Валліха почесним куратором, а потім й директором Східного музею Азійського товариства, як пізніше він почав називатися. Зараз цей музей — один з найстаріших у світі, а на той час це був перший музей такого роду в Азії.
Доктор Натаніел Валліх очолив музей 1 червня 1814 року. Даний заклад був створений і швидко розвивався під керівництвом свого засновника і за допомогою інших дарувальників. Більшість меценатів були європейцями, за винятком одного індійця, Бабу Рамкамала Сена (англ. Ramkamal Sen спочатку колектора, а потім першого секретаря Азійського товариства індійського походження.
Валліх був призначений також керуючим ботанічним садом Ост-Індійської компанії в Колкаті, спочатку тимчасово, а потім остаточно. Він перебрався до Колкати в 1817 році і служив там до 1842 року.
Разом з місіонером Вільямом Кері вони започаткували видання Flora indica Роксбурга (Серампур, 1820).
У 1828 році Валліх привіз до Європи близько 8 000 зібраних ним зразків індійських рослин, які були потім розподілені по різних суспільних гербаріях Європи та Америки. Тоді ж він підготував каталог рослин Колкатського ботанічного саду з більш ніж 20 000 гербарних зразків.
Необхідність лікування змусила Валліха 1811—1813 роки провести в більш помірному кліматі Маврикії, де, однак, він продовжував свої дослідження.
У 1822 році на прохання свого друга сера Стемфорда Раффлза він прибув в Сінгапур для створення там ботанічного саду, але з невідомих причин наступного року повернувся до Колкати.

## Наукові досягнення

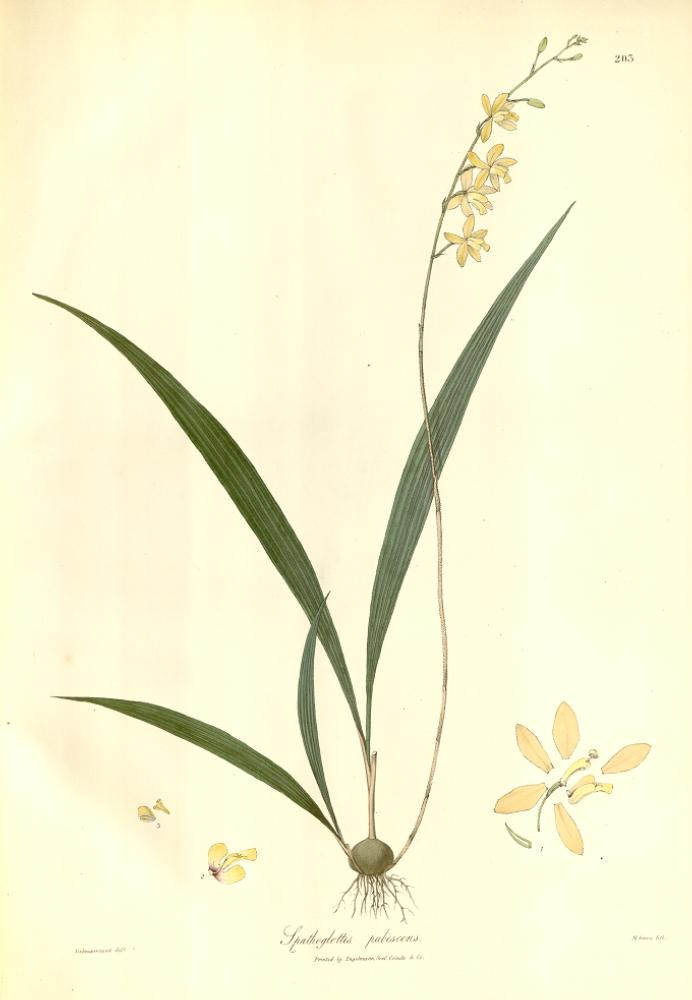
Lindl. Ботанічна ілюстрація з книги Н. Валліха Plantæ Asiaticæ rariores, том 3, таблиця 203

Валліх брав участь у численних експедиціях. У 1825—1827 роках він досліджував ліси Західної Індії, об'їздив Аву і Бірманську область.
Однією з найбільших заслуг Валліха в області дослідження рослин була та допомога, яку він регулярно надавав безлічі мисливців за рослинами, які зупинялися в Колкаті на шляху в Гімалаї.
У своєму Tentamen Floræ Nepalensis Illustratæ (vol. I—II, Колката, 1824—1826) Валліх вперше познайомив учений світ з майже невідомою до цього рослинністю Непалу.

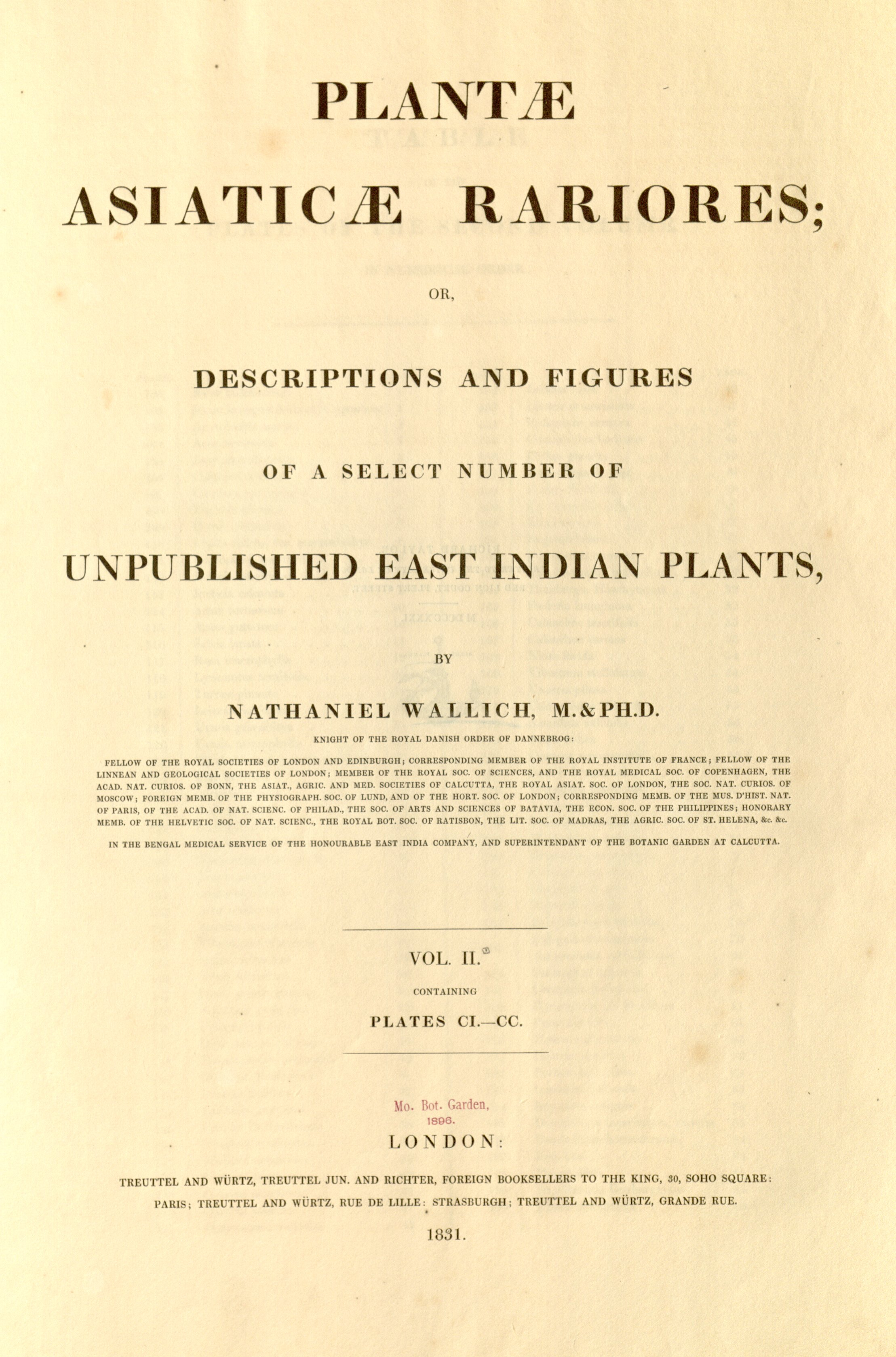
Титульний лист Plantæ Asiaticæ Rariores 1830—1932

У трьох томах головної праці Валліха — Plantæ Asiaticæ rariores, or, Descriptions and figures of a select number of unpublished East Indian plants (vol. I—III, London: Treuttel and Würtz, 1830—1832) — містяться 300 таблиць in folio, виконаних в техніці літографії; з них 295 ботанічних ілюстрацій і 105 карт. Були використані роботи художників, найнятих Колкатським ботанічним садом: 146 малюнків належать Горачанду (англ. Gorachand 109 — Вішнуперсауду (англ. Vishnupersaud і 1 — Рунгіа (англ. Rungiah (цей художник був найнятий Робертом Вайтом (англ. Robert Wight директором ботанічного саду в Ченнаї). Три таблиці були створені ботаніком Вільямом Гріффітом (англ. William Griffith решта — Джоном Кларком. Було зроблено всього 250 примірників цієї роботи, з яких 40 були придбані Ост-Індійською компанією.

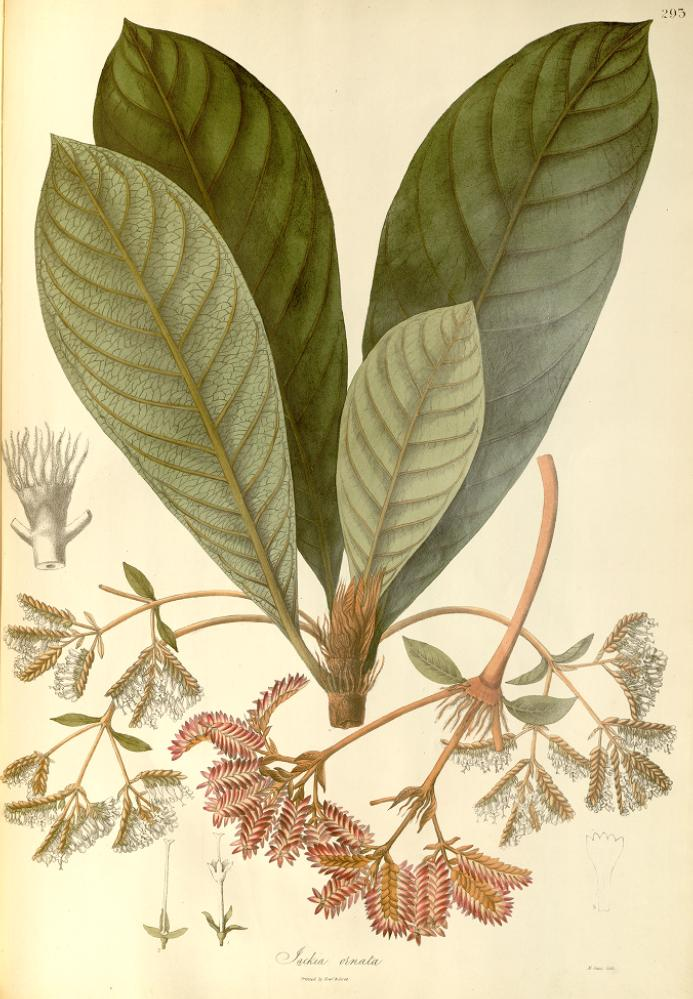
(Wall.) Ridsd. Малюнок Вішнуперсауда з Plantæ Asiaticæ rariores

У 1835 році Валліх, Вільям Гріффіт і Джон Макклелланд (англ. John McClelland попрямували в провінцію Ассам для ознайомлення з тамтешніми чайними плантаціями та оцінки перспектив вирощування чаю. Під час цієї поїздки, організованої Чайним комітетом, загострилися відносини між Валліхом і Гріффітом. Валліх звинуватив Гріффіта у приховуванні деяких рослин, які той зібрав. Гріффіт скаржився на Валліха: «Я повторюю те, що я вже часто говорив: абсолютно неможливо жити поруч з такою людиною, він являє собою комплекс слабкостей, забобонів і марнославства». Ці взаємини знайшли своє відображення в записках Макклелланда в Колкатському журналі природної історії і в майбутньому впливі Гриффіта на здійснення задумів Валліха в Ботанічному саду в Колкаті.
Валліх був відповідальним за пакування зразків рослин, які пересилалися до Англії з Колкатського ботанічного саду і протягом своєї роботи він розробив ряд новаторських методів пакування, в тому числі пересилання насіння в коричневому цукрі. Цукор дуже добре зберігав і захищав насіння під час перевезення морем; цей метод зберігався аж до впровадження ящика Уорда (англ. Wardian case.
Валліх виявляв щирий інтерес до індійського мистецтва та історії. Будучи першим директором Східного музею Азійського товариства (який сьогодні називається Індійським музеєм), він залучав до роботи індійських художників й хотів, щоб вони підписували свої твори (проте, це так і не було здійснено). Протягом 1837 і 1838 років професор Натаніел Валліх читав лекції в Колкатському медичному коледжі.
Валліх покинув Колкату в квітні 1842 року, через Мис Доброї надії відплив до Європи. Його місце недовго займав Йоахим Отто Фойгт (1795—1843), а потім управляючим ботанічним садом був призначений Вільям Гріффіт.
Валліх був почесним доктором Університету Копенгагена і членом Данської королівської академії наук і літератури (дан. Kongelige Danske Videnskabernes Selskab).
У відставку Валліх вийшов в 1847 році й жив у Лондоні до самої смерті сім років по тому. Похований на кладовищі Кенсал-Грін у Лондоні. (англ. Kensal Green).
Син Натаніела Валліха — Джордж Чарльз Валліх (1815—1899) — став лікарем і біологом, був нагороджений медаллю Ліннея. Джордж Чарльз Валліх — автор найменувань ряду ботанічних таксонів. В ботанічній (бінарній) номенклатурі ці назви доповнюються скороченням «GCWall.». Див. список таких назв на сайті «The International Plant Names Index».

## Названі на честь Натаніела Валліха

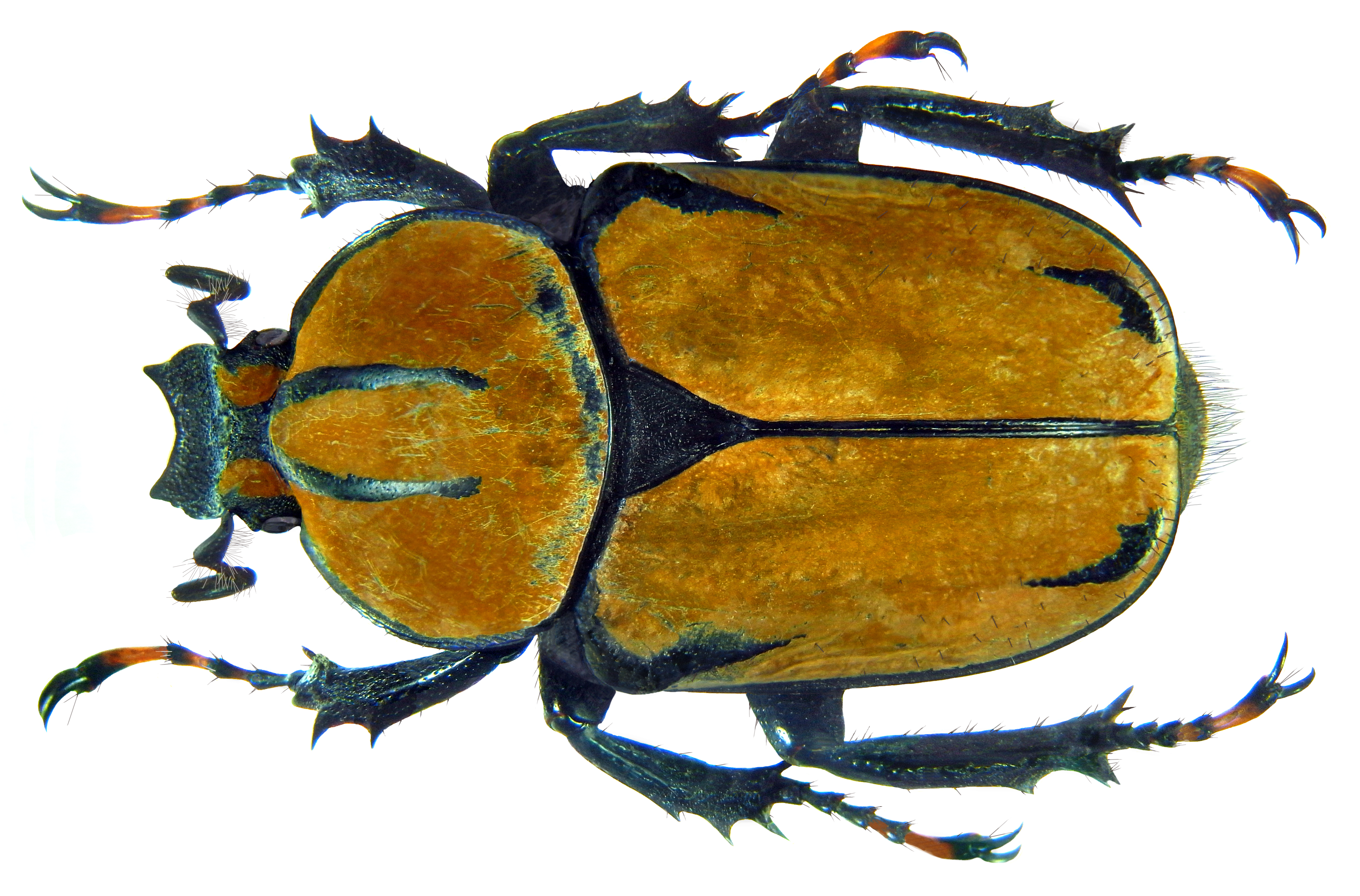
Самка Dicronocephalus wallichii

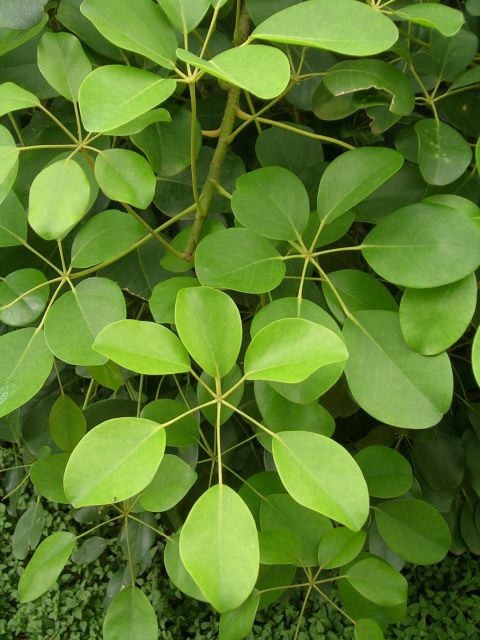
(Wight & Arn.) Harms

У 1819 році Вільям Роксбург назвав ім'ям Валліха один з родів родини Пальмові — Валлихия (Wallichia) Roxb.
Види тварин і рослин, названі на честь Натаніела Валліха:
- Brahmaea wallichii — Брамея Валліха. Нічний метелик з Центральної та Східної Азії.
- Catreus wallichii — Фазан гімалайський. Гімалаї.
- Clerodendrum wallichii — Клеродендрум Валліха
- Convolvulus wallichianus — В'юнок Валліха
- Debregeasia wallichiana — Дебрегеасія Валліха
- Dicronocephalus wallichii — вид жуків-бронзовок з Азії
- Dombeya wallichii — Домбея Валліха
- Dryopteris wallichiana — Щитовник Валліха
- Geranium wallichianum — Герань Валліха
- Hoya wallichii — Хойя Валліха
- Ligusticum wallichii — Лігустикум Валліха
- Nageia wallichiana — Нагейя Валліха
- Pinus wallichiana — Сосна Валліха, або Сосна веймутова гімалайська, або Сосна гімалайська
- Rotala wallichii — Ротала Валліха
- Rubus wallichii — Рубус Валліха
- Schima wallichii — Схіма Валліха
- Schefflera wallichiana — Шеффлера Валліха
- Taxus wallichiana — Тис Валліха
- Ulmus wallichiana — В'яз Валліха
- Valeriana wallichii — Валер'яна Валліха

## Наукові праці
- Prodromus florae Nepalensis: sive Enumeratio vegetabilium quae in itinere per Nepaliam proprie dictam et regiones conterminas, ann. 1802—1803. Detexit atque legit dd Franciscus Hamilton, (olim Buchanan) Accedunt plantae ad Wallich nuperius missae / Secundem methodi naturalis normam disposuit atque descripsit David Don . Londini: J. Gale, 1825.
- Plantæ Asiaticæ rariores, or, Descriptions and figures of a select number of unpublished East Indian plants (vol. I—III, London: Treuttel and Würtz, 1830—1832; Т. 1, Т. 2, Т. 3